# Temporada 1913-1914 del Liceu
La temporada 1913-1914 es produí l'estrena de Parsifal el dia 31 de desembre de 1913 poc abans de la mitjanit i la representació acabà cap a les cinc de la matinada. Evidentment, abans de començar el públic ja estava cansat i, per tant, no gens ben predisposat per escoltar amb atenció, per gran que fos la seva curiositat o el seu interès. Així doncs, hi va haver moltes desercions i l'èxit fou limitat.
| Temporada 1913-1914 del Liceu |                     |                              |                   | |                                               |                                                     |
| Òpera                         | Compositor          | Director musical             | Director d'escena | Papers principals | Producció                                     | Dates                                               |
| Carmen                        | Georges Bizet       |                              |                   | Cesare Formichi/Adolfo Pacini/Galian Girolamo, Conxita Supervia, Dora Venegas/Anna Fitziu, Bernardo De Muro/Piero Gubellini, |                                               | novembre                                            |
| La Gioconda                   | Amilcare Ponchielli |                              |                   | Cesare Formichi, Betty Schubert, Eleonora De Cisneros, Adele Ponzano, Piero Gubellini, Vincenzo Bettoni |                                               | novembre                                            |
| Tristany i Isolda             | Richard Wagner      | Franz Beidler/Giulio Falconi |                   | Francesc Viñas, Margot Kaftal, Vincenzo Bettoni, Cesare Formichi, Càndid Fugassot, Eleonora de Cisneros/Adele Ponzano, Vicenç Gallofré, Marià Mayral                                                                                       |                                               | novembre                                            |
| Parsifal                      | Richard Wagner      | Franz Beidler                | Maurici Vilomara  | Francesc Viñas, Cesare Formichi, Conrad Giralt, Vicenzo Bettoni, Margot Kaftal, Adolfo Pacini |                                               | 31 de desembre                                      |
| Gal·la Placídia               | Jaume Pahissa       |                              |                   | Louise Pierrick, Concha Callao, Luigi Colazza, Adolfo Pacini, Emilio Sesona |                                               | 15 de gener                                         |
| Tosca                         | Giacomo Puccini     | Giulio Falconi               |                   | Margot Kaftal, Edoardo Garbin (4, 16 gener) / Pietro Gubellini (27, 29 gener), Adolfo Pacini? (4, 16 gener) / Mario Sammarco (27, 29 gener) Conrad Giralt, Josep Fernández, Vicenç Gallofré, Ramon Bataller, Ramon Escuté                  |                                               | 4, 16, 27, 29 gener                                 |
| El barber de Sevilla          | Gioacchino Rossini  | Giulio Falconi               |                   | Umberto Macnez/Edoardo Garbin, Josep Balcells, Conxita Supervia, Mario Sammarco, Vincenzo Bettoni, Vicenç Gallofré, Enriqueta Casas |                                               | gener                                               |
| Rigoletto                     | Giuseppe Verdi      | Giulio Falconi               |                   | Pietro Gubellini (desembre; 1, 8 febrer) / Umberto Macnez (20 gener; 3 febrer) Francesco Maria Bonini (16 desembre)/ Innocenci Navarro (21 desembre; febrer) / Mario Sammarco (20 gener), Albertina Cassani, Angelo Ricceri, Adele Ponzano |                                               | 16, 21 de desembre, 20 de gener, 1, 3 i 8 de febrer |
| Lucia di Lammermoor           | Gaetano Donizetti   |                              |                   | Albertina Cassani/Barrientos Maria, Piero Gubellini, Adolfo Pacini, Angelo Ricceri |                                               | novembre                                            |
| Die lustige Witwe             | Franz Lehár         | Vincenzo Bellezza            |                   | Luigi Consalvo, M. Stellina, Enrico Borghese, Maria Ivanisi, Leopoldo Micheluzzi, Guido Mussi, G. Prestipino, Gianni Podersai, Gaetano Tozzi, L. Passari, M. Sandoni, Ubaldo Orlandi, Giulia Barbera, T. Zanon                             | Companyia d'òpera còmica Scognamiglio-Caramba | 12, 15 març / 2 abril                               |
| Il trovatore                  | Giuseppe Verdi      | Josep Sabater                |                   | Giuseppe Bellantoni/Mariano Stabile, Conxita Corominas/Ester Toninello, Amelia Frabetti, Augusto Scampini, Conrad Giralt/Francisco Puiggener                                                                                               |                                               | 24, 26 abril / 1, 6 maig                            |
| Un ballo in maschera          | Giuseppe Verdi      | Gaetano Bavagnoli            |                   | Augusto Scampini, Giuseppe Bellantoni, Ester Toninello, Matilde de Lerma (19 abril), Amelia Frabetti, Dora Venegas, Vicenç Gallofré, Teofilo Dentale, Vincenzo Bettoni, Josep Bataller                                                     |                                               | 12, 13, 19 abril                                    |
| El barber de Sevilla          | Gioacchino Rossini  | Gaetano Bavagnoli            |                   | Giovanni Genzardi, Francesc Puiggener, Amelita Galli-Curci, Mariano Stabile, Vincenzo Bettoni, Vicenç Gallofré, Enriqueta Casas |                                               | primavera                                           |